# Otto Barić
Otto Barić (Klagenfurt 1932. június 19. – Zágráb, 2020. december 13.) horvát labdarúgó, edző. A horvát válogatott szövetségi kapitánya (2002–2004).

## Pályafutása
A horvát válogatott szövetségi kapitánya volt 2002 és 2004 között. Kivezette a nemzeti csapatot a 2004-es Európa-bajnokságra.

## Sikerei

### Játékosként
Dinamo Zagreb
- Jugoszláv bajnok (2): 1947–48, 1953–54
- Jugoszláv kupa (1): 1951

### Edzőként
Wacker Innsbruck
- Osztrák bajnok (2): 1970–71, 1971–72

Rapid Wien
- Osztrák bajnok (3): 1982–83, 1986–87, 1987–88
- Osztrák kupa (4): 1982–83, 1983–84, 1984–85, 1986–87

Salzburg
- Osztrák bajnok (2): 1993–94, 1994–95

Dinamo Zagreb
- Horvát bajnok (1): 1996–97
- Jugoszláv kupa (1): 1979–80
- Horvát kupa (1): 1996–97